# Jim Härtull
Jim Härtull, né le 11 mars 1990, est un skieur finlandais spécialiste du combiné nordique, licencié au Lahden Hiihtoseura. 

## Biographie
Jim Härtull fait ses débuts en coupe du monde lors de la saison 2008-2009 à Kuusamo, où il prend la 57e place. Durant cet hiver, il prend part à ses premiers Championnats du monde à Liberec. Elle marque ses premiers points lors de la saison 2011-2012. Il connait ensuite des blessures qui l'éloignent de la compétition, le privant d'une participation aux Jeux olympiques d'hiver de 2014. De retour en 2015, il obtient ses meilleurs résultats avec une 21e place comme meilleur placement en Coupe du monde, et des résultats en progrès aux Championnats du monde (29e et 27e en individuel, 9e par équipes et 4e du sprint par équipes avec Ilkka Herola).

## Palmarès

### Championnats du monde
| Épreuve / Édition           | Gundersen      | Gundersen      | Départ en ligne                  | Relais         | Relais                           | Sprint par équipes               |
| Épreuve / Édition           | Petit tremplin | Grand tremplin | Départ en ligne                  | Petit tremplin | Grand tremplin                   | Sprint par équipes               |
| Mondiaux 2009 Liberec       | 51e            |                |                                  |                | 8e                               | Épreuve inexistante à cette date |
| Mondiaux 2011 Oslo          |                | 51e            | Épreuve inexistante à cette date |                |                                  | Épreuve inexistante à cette date |
| Mondiaux 2013 Val di Fiemme | 50e            |                | Épreuve inexistante à cette date |                | Épreuve inexistante à cette date |                                  |
| Mondiaux 2015 Falun         | 29e            | 27e            | Épreuve inexistante à cette date | 9e             | Épreuve inexistante à cette date | 4e                               |

### Coupe du monde
- Meilleur classement général : 49e en 2012.
- Meilleur résultat individuel : 21e.